# Lamonts
Lamonts was een warenhuisketen opgericht in Seattle, Washington. De keten werd opgericht in 1970, toen Pay 'n Save de naam van zijn voorstedelijke vestigingen van Rhodes veranderde, een warenhuisketen die het bedrijf in 1965 had overgenomen. Lamonts bleef tot 1985 een divisie van Pay 'n Save. In de jaren negentig ging de keten twee keer failliet en werden meerdere winkels gesloten, voordat ze in 2000 aan Gottschalks werd verkocht. Gottschalks zelf ging in 2009 failliet en werd geliquideerd.

## Geschiedenis

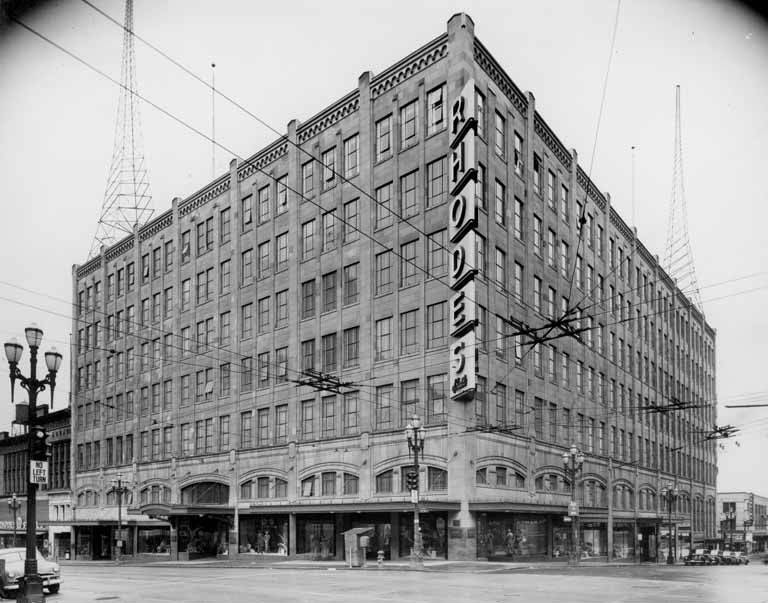
De vlaggenschipwinkel van Rhodes in Seattle, 1928-1968

In oktober 1967 werd de financieel noodlijdende warenhuisketen Rhodes overgenomen door The Pay 'n Save Corporation, gevolgd in 1968 door het solitaire warenhuis Bell's of Burien Department Store, opgericht in 1956 in Burien, Washington . Pay 'n Save besloot in juli 1968 de vlaggenschipwinkel van Rhodes in het centrum van Seattle te sluiten, omdat het bedrijf zich meer op de buitenwijken ging richten. De drie vestigingen in de buitenwijken van Rhodes en de Bell's of Burien-winkel bleven nog een aantal jaren operationeel. Om een sterk warenhuismerk te creëren als aanvulling op het merkenaanbod van Pay 'n Save, werden alle winkels in 1970 omgebouwd naar de merknaam Lamonts. De nieuwe keten werd vernoemd naar en door M. Lamont Bean, destijds het hoofd van Pay 'n Save Corp. De naam Bell's (met een koppelteken met Lamonts) bleef tot 1974 verbonden aan de winkel in Burien.

### Expansie
Na een geleidelijke uitbreiding in de jaren 1970 en 1980 kwam Lamonts eindelijk tot zijn recht toen Pay 'n Save Corp. werd overgenomen door New Yorkse investeerders onder leiding van de broers Eddie en Julius Trump. Met $ 250 miljoen aan junk bonds splitsten ze Lamonts en andere Pay 'n Save-winkels van het bedrijf en brachten ze onder het eigendom van Northern Pacific Corp. Met de aanstelling van Leonard Snyder, afkomstig van Allied Stores Corp., als voorzitter in 1987, werd een enorm groeiplan voorgesteld voor de daaropvolgende jaren. In 1989 werd in de zoektocht naar meer kapitaal om uit te breiden Lamonts verkocht aan Aris Corp. uit Dallas, Texas, dat eigendom was van de familie Thompson, bekend van de winkelketen 7-Eleven. Niet lang daarna daalden de winsten van het bedrijf, hoewel er recordverkopen werden gemeld. In 1991 en 1992 bleven de winsten dalen. 
In november 1992, na een financiële herstructurering waarbij het bedrijf het grootste deel van zijn gewone aandelen aan Lenders verkocht voor een lagere schuld, stelde Lamonts een ambitieus plan voor om drie tot vier warenhuizen per jaar van zo'n 2.800 m² in bestaande winkelcentra in Oost-Washington, Idaho, Montana, Utah, Colorado, Nebraska, Kansas, North Dakota en South Dakota. Helaas viel dit plan samen met de recessie van begin jaren 1990, waardoor het bedrijf in enorme schulden raakte en uiteindelijk ten onder ging. 
In de jaren 1990 zorgden een mislukte uitbreiding en andere succesvollere ketens in gebieden met Lamonts-filialen, zoals Mervyn's en J.C. Penney, ervoor dat Lamonts in 1992 werd gereorganiseerd en in 1995 uiteindelijk het faillissement aanvroeg. In 2000 werd er opnieuw faillissement aangevraagd. Door het eerste faillissement moest de keten het aantal winkels terugbrengen van 57 naar 43 en werd het hoofdkantoor verplaatst van Bellevue naar Kirkland om kosten te besparen. Bestuurders van het bedrijf gaven de schuld aan een slechte voorraadsamenstelling en tegenvallende verkopen, veroorzaakt door de ongewoon koude lente en zomer, die uiteindelijk de doorslag gaven. Nadat ze begin 1998 uit het faillissement kwamen, introduceerden ze een geheel nieuw winkelontwerp dat helderder en klantvriendelijker was, in een poging hun imago te moderniseren en te verbeteren.
In 1999 wees Lamonts een fusievoorstel van de rivaliserende keten Troutman's Emporium af. Toen Lamonts in 2000 voor de derde keer failliet ging, deed Troutman een bod op het bedrijf, maar Gottschalks bood meer. Het bedrijf stelde voor om een aantal winkels om te bouwen tot Troutman's Emporium en de rest te verkopen aan The Bon Marché, een luxe warenhuisketen gevestigd in Seattle . Lamonts zou uiteindelijk door Gottschalks worden overgenomen na een faillissementsprocedure. Gottschalks kocht 34 van de 38 resterende Lamonts-winkels en deze werden tegen het einde van het jaar omgebouwd tot Gottschalks-winkels.
Helaas bleven de verwachtingen ten aanzien van de winstgevendheid van de vestigingen achter en op 31 maart 2009 maakte Gottschalks bekend dat ze de resterende 58 vestigingen zouden sluiten en liquideren. De oorspronkelijke winkel in het centrum van Rhodes werd in 2003 gesloopt ten behoeve van het Seattle Art Museum en de nieuwe Washington Mutual Tower.

## Lamonts for kids
In 1991 lanceerde Lamonts de formule Lamonts For Kids, dat zich richtte op kinderkleding. Dit was een van de meest winstgevende afdelingen van Lamonts (goed voor 17 procent van de omzet). De eerste winkel werd geopend in Boise, Idaho . Andere winkels werden geopend in Salt Lake City en Omaha, en in de Mall of America in Minnesota. De winkels, die meestal in winkelcentra gevestigd zijn, kenmerkten zich door felle kleuren en afbeeldingen, speelruimtes en speciaal ontworpen meubels voor kinderen. Ook werden brede gangpaden, extra grote kleedkamers voor dubbele kinderwagens en toiletten in de winkel met verschoontafels voor baby's gerealiseerd. Het centrale gebied in het centrum van de winkel, genaamd "Lamonster Land", omvatte beeldschermen met tekenfilms en ander entertainment voor kinderen, evenals boeken en knuffels.  Lamonts sloot de keten in december 1994 vanwege slechte bedrijfsvoering. Op het hoogtepunt had Lamonts For Kids 8 winkels.
Lamonsters was een kledinglijn voor baby's, peuters en kinderen die in 1986 werd geïntroduceerd. In 1995 werd het stopgezet.